# Géographie de la Norvège
Vous pouvez aider à l'améliorer ou bien discuter des problèmes sur sa page de discussion.
- Il peut contenir un travail inédit ou des déclarations non vérifiées. Vous pouvez l’améliorer en ajoutant des références. (Marqué depuis février 2023)

Vous pouvez aider à l'améliorer ou bien discuter des problèmes sur sa page de discussion.
- Certaines informations devraient être mieux reliées aux sources mentionnées dans la bibliographie ou les liens externes. Améliorez sa vérifiabilité en les associant par des références. (Marqué depuis février 2023)
- Son texte doit être wikifié : il ne correspond pas à la mise en forme Wikipédia (style, typographie, liens internes, liens entre les wikis, etc.). (Marqué depuis février 2023)

La Norvège est située au nord de l’Europe, occupant l’ouest et le nord de la Scandinavie. Elle est bordée par le Skagerrak au sud-est, la mer du Nord au sud-ouest, la mer de Norvège au nord-ouest et la mer de Barents au nord-est. La Norvège partage une longue frontière avec la Suède à l’est-sud-est, ainsi que de plus petites frontières avec la Finlande et la Russie au nord-est[réf. nécessaire].
Le pays présente une silhouette très allongée, avec des côtes parmi les plus longues et les plus découpées du monde, parsemée de quelque 50 000 îles. La partie continentale couvre 13 degrés de latitude, de 58° N à 71° (l’archipel de Svalbard étant situé à plus de 81°N)[réf. nécessaire].
La Norvège est l’un des pays les plus septentrionaux du monde, et l’un des plus montagneux d’Europe – 47 % de son territoire est couvert par les Alpes scandinaves. L’altitude moyenne est de 460 mètres et 32 % du continent se situe au-dessus de la limite des arbres. Les montagnes norvégiennes se situent dans le prolongement géologique des montagnes écossaises et irlandaises ainsi que des Appalaches d’Amérique du Nord. Les géologues les considèrent comme faisant partie d’une chaîne unique antérieure à la dérive des continents[réf. nécessaire].
Au cours des périodes de glaciation, le pays était entièrement couvert d’une épaisse couche de glace qui creusa de profondes vallées, laissant des fjords que la mer vint combler après la fonte – le Sognefjord est le deuxième fjord le plus profond du monde et le lac Hornindalsvatnet est le plus profond d’Europe. Les terres sont encore en phase de rebond isostatique après l’énorme poids exercé par la glace et s’élèvent de plusieurs millimètres par année. Ce qui formait le littoral à la fin de la dernière glaciation est actuellement à 221 m d’altitude à Oslo, 25 m à Stavanger, 5 m à Stad, 180 m à Trondheim, 50 m à Tromsø et 75 m à Kirkenes. Ces sols font partie des meilleurs terrains agricoles du pays[réf. nécessaire].
Les glaciers norvégiens ne sont pas des résidus des glaciations, mais sont beaucoup plus récents. En effet, le climat était plus doux d’un à trois degrés Celsius qu’actuellement et la glace originelle avait entièrement fondu[réf. nécessaire].

## Géographie physique

### Alpes scandinaves
Les Alpes scandinaves débutent au nord du Lindesnes, un cap à la limite du Skagerrak et de la   mer du Nord, pour ensuite longer la côte en direction du nord, fréquemment interrompues par les nombreux fjords du Vestlandet. Au niveau de Dovre, au sud de Trondheim, la chaîne vire à l’est et atteint la frontière suédoise près de Sylane. Elle suit la frontière vers le nord-est, croisant les fjords du Nordland et de Troms. Cette partie de la chaîne prend le nom de Kjølen. Elle traverse ensuite le nord-ouest du Finnmark, perdant en altitude au fur et à mesure qu’elle se rapproche du cap Nord avant de plonger dans la mer de Barents[réf. nécessaire].

### Région sud et sud-est
La côte sud de la Norvège est constituée de plaines, s’étendant de Stavanger à l’ouest du fjord d’Oslo. Les vallées y sont orientées nord-sud. Le relief est principalement composé de collines, mais on y trouve également des plateaux comme à Jæren ou à Lista[réf. nécessaire].
Le sud-est (Østlandet, Telemark et Røros est dominé par des vallées dont les plus longues se situent dans les provinces de Østerdal et Gudbrandsdal. Des plaines entourent le fjord d’Oslo, le fleuve Glomma ainsi que le lac Mjøsa[réf. nécessaire].

### Côte ouest
La côte ouest est longée par la chaîne des Alpes scandinaves, dont l’altitude diminue en se rapprochant de la mer. Une série d’îlots rocheux (le Skærgård) parallèle à la côte forme un passage protégé sur la presque totalité des 1 600 km qui séparent Stavanger du cap Nord.
Au nord de Dovre, le paysage devient moins escarpé. Les vallées qui s’ouvrent depuis le fjord de Trondheim forment une plaine relativement large. La péninsule de Fosen et la région au nord de cette dernière sont à nouveau plus découpées, avec des vallées plus étroites. Le nord-ouest compte plusieurs grandes îles, dont les Lofoten et les Vesterålen[réf. nécessaire].
L’extrême nord-est est nettement moins montagneux et l’altitude y dépasse rarement 400 mètres. L’intérieur est dominé par le plateau de Finnmarksvidda. Le fjord de Varanger est le seul grand fjord du pays à s’ouvrir vers l’est[réf. nécessaire].

### Archipels et possessions outre-mer
SvalbardLe Svalbard est un archipel montagneux de l’océan Arctique, en grande partie recouvert de glaciers (jusqu’à 90 % dans sa partie est). Contrairement au continent, les glaciers tombent directement dans l’océan[réf. nécessaire].
Jan MayenÀ l’extrême nord-ouest, à mi-chemin du Groenland, l’île de Jan Mayen est le seul volcan actif de Norvège[réf. nécessaire].
Île BouvetPar 54° de latitude sud dans l’océan Atlantique, l’île Bouvet est couverte de glacier. Il s’agit de l’une des îles les plus isolées du monde, peuplée uniquement de phoques, et d’oiseaux[réf. nécessaire].
Île Pierre IerL’île Pierre Ier est une île volcanique et glaciaire du Pacifique sud. Les prétentions territoriales de la Norvège sont cependant suspendue par le Traité sur l’Antarctique, l’île se trouvant au-delà de 60° de latitude sud[réf. nécessaire].
Terre de la Reine-MaudLa Terre de la Reine-Maud est le secteur antarctique revendiqué par la Norvège, entre le glacier de Stancomb-Wills et le glacier de Shinnan. Il est entièrement recouvert par la calotte glaciaire, quelques nunataks perçant la glace. Installée sur une colline sans neige, la station de recherche Troll est la seule station d’Antarctique hors des glaces[réf. nécessaire].

## Climat
Le climat norvégien est étonnamment tempéré sous des latitudes si élevées. En effet, la dérive nord atlantique et son prolongement, le courant norvégien, réchauffent considérablement l’atmosphère[réf. nécessaire].

### Précipitations
Les régions situées à l’ouest de la chaîne des Alpes scandinaves (Verstlandet et Nordland) sont les plus humides d’Europe en raison de l’onde orographique. Brekke reçoit les précipitations annuelles les plus abondantes avec 3 575 mm en moyenne. L’automne et le début de l’hiver sont les périodes les plus humides, les mois d’avril à juin sont les plus secs. L’intérieur des fjords est généralement plus sec que la côte[réf. nécessaire].
À l’est des montagnes, le climat est plus continental avec moins de précipitations. Les mois d’été sont les plus humides tandis que l’hiver et le printemps sont plus secs[réf. nécessaire].
Le nombre de jours par année avec au moins 3 mm de précipitations est de 77 à Oslo, 96 à Kristiansand, 158 à Bergen, 93 à Trondheim et 109 à Tromsø[réf. nécessaire].

### Températures
Le long de la côte, les hivers sont plus doux que n'importe  quel autre lieu à la même latitude. Les îles Lofoten, situées au-delà du cercle polaire arctique, sont l’endroit du monde le plus au nord où la température moyenne est supérieure à 0 °C à toutes les saisons[réf. nécessaire].
Finnmarksvidda subit les hivers les plus froids du pays mais des régions plus méridionales, à l’intérieur des terres, peuvent également voir des températures très basses. Le printemps est la saison où la différence de température entre le nord et le sud est la plus marquée. C’est également la saison où l’écart de température entre le jour et la nuit est le plus grand[réf. nécessaire].
L’été est le plus doux dans les vallées intérieures et au fond des fjords. La plaine du fjord d’Oslo bénéficie des étés les plus chauds, avec 17 °C en moyenne (sur 24h) en juillet. À Alta, à 70° N, la moyenne de juillet est de 13,5 °C[réf. nécessaire].
La dérive nord atlantique se sépare en deux branches au nord de la mer de Norvège. L’une part vers l’est dans la mer de Barents tandis que l’autre poursuit vers le nord le long de la côte ouest du Svalbard, modifiant le climat polaire arctique (les eaux y sont libres de glace tout au long de l’année, fait unique à cette latitude). Les eaux bordant la côte est de l’archipel sont d’ordinaire gelées durant la plus grande partie de l’année, mais le réchauffement observé ces dernières années a sensiblement prolongé la période de dégel[réf. nécessaire].
Les moyennes mensuelles extrêmes vont de −17,1 °C en janvier à Karasjok à 17,3 °C en juillet à Oslo. La moyenne annuelle la plus élevée est de 7,7 °C à Skudeneshavn, la plus basse est de −3,1 °C à Sihcajarvi (à l’exclusion des montagnes du Svalbard)[réf. nécessaire].
La température maximale jamais enregistrée est de 35,6 °C à Nesbyen, la plus froide de −51,4 °C à Karasjok. Le mois le plus chaud fut juillet 1901 à Oslo, avec une moyenne de 22,7 °C sur 24h, le mois le plus froid fut février 1966 à Karasjok avec une moyenne de −27,1 °C. Le vent de sud-ouest, s’il est en plus réchauffé par l'effet de foehn, peut considérablement réchauffer les fjords étroits en hiver; ainsi, on enregistra une température de 17,9 °C en janvier à Tafjord et de 18,9 °C en février à Sunndal[réf. nécessaire].
La moyenne des minima journaliers en janvier sont de −6,8 °C à Oslo, −4,8 °C à Kristiansand, −0,4 °C à Bergen et −6,5 °C à Trondheim et Tromsø. La moyenne des maxima journaliers en juillet sont de 21,5 °C à Oslo, 20,1 °C à Kristiansand, 17,6 °C à Bergen, 18,4 °C à Trondheim et 15,3 °C à Tromsø[réf. nécessaire].

## Relief

Geirangerfjord

La Norvège est marquée par de hauts plateaux et des montagnes séparées par des vallées fertiles. Les plaines sont petites et dispersées. La côte est profondément découpée et forme de nombreux fjords. La mer a ciselé les côtes norvégiennes sur 2 500 km. Déployée, cette dentelle de granit ferait 21 612 km de long. Dans ce pays de 4,6 millions d'habitants, où le plus long fjord fait 204 km (Sognefjord), les langues de mer fourchues ont façonné, comme dans le Lysefjord, des à-pic qui atteignent 700 m de haut. L’extrême nord-est est occupé par la toundra arctique (surtout sur la péninsule de Varanger). Les glaciers sont nombreux. Le climat tempéré par l’océan et les courants chauds empêche la formation de permafrost, excepté en altitude et dans le comté de Finnmark[réf. nécessaire].

## Biodiversité
L’écart de latitude ainsi que la diversité des reliefs et des climats a favorisé l’apparition de nombreux habitats et ce ne sont pas moins de 60 000 espèces différentes qui cohabitent en Norvège et dans les eaux qui la bordent, dont de nombreux insectes et champignons. Environ 40 000 de ces espèces sont répertoriées. Sur la Liste rouge de l'UICN pour 2006 figurent 3 886 espèces, dont 430 champignons, 90 oiseaux et 25 mammifères. 1 988 espèces sont classées comme en danger de disparition, et 285 comme en danger critique d’extinction, dont le loup gris et le renard arctique[réf. nécessaire].

## Ressources naturelles
Pétrole, cuivre, gaz naturel, pyrite, nickel, fer, zinc, plomb, poisson, bois, énergie hydraulique.